# Kristene Vlaamsche Volkspartij
De Kristene Vlaamsche Volkspartij (KVV), van 1925 tot 1929 de Katholiek-Christelijke Volkspartij voor Vlaanderen (KCVV) genaamd, was een Belgische Vlaams-nationalistische politieke partij.

## Historiek
De partij werd opgericht te Antwerpen in 1925 door o.a. oorlogsvrijwilliger en advocaat Leo Scheere en ACV-CCOD-secretaris Antoon Wolfs als de Katholiek-Christelijke Volkspartij voor Vlaanderen (KCVV). Bij de parlementsverkiezingen van 1925 en 1929 sloot de partij een kartel met het Vlaamsche Front. In 1929 werd de partij omgevormd tot de Kristene Vlaamsche Volkspartij (KVV). Bij de parlementsverkiezingen van 1932 nam de partij op autonome kracht deel aan de verkiezingen. Omstreeks deze periode radicaliseert onder leiding van advocaat René Lagrou het gedachtegoed van de partij.
Tijdens de laatstgenoemde verkiezingen werd de Kamer-kieslijst voor het kiesarrondissement Antwerpen getrokken door Andries Van Rompuy. René Lagrou stond op de tweede plaats. De lijst werd voorts gevuld met onder andere kandidaten van de "neutrale" middenstandsorganisatie De Stormklok en de Bond van Belgische Lastenbetalers. In het kiesarrondissement Mechelen apparenteerde het KVV zich met de scheurlijst Vlaamsch Nationaal Verbond van Ward Hermans. Sylvain Van Horenbeeck was aldaar kandidaat op de kieslijst voor de Kamer van volksvertegenwoordigers en Oscar Dangez op de kieslijst voor de Senaat. In Mechelen boekte de partij een relatief succes, zo werden er 2.915 stemmen behaald (4,28%). In Antwerpen daarentegen bleef de partij steken op 870 stemmen (0,43%).
Op het partijcongres van 12 juni 1932 werd Lagrou verkozen tot voorzitter met eenparigheid van stemmen. Eind 1933 werd de partij ontbonden, leden werden aangespoord aan te sluiten bij het Verbond van Dietsche Nationaal Solidaristen (Verdinaso) of de Jong Nederlandsche Gemeenschap (JNG).

## Structuur

### Voorzitters
| Voorzitter  | Aangetreden | Afgetreden |
| ----------- | ----------- | ---------- |
| ?           | 1925        | 1932       |
| René Lagrou | 1932        | 1933       |

### Partijblad
Van 1925 tot 1928 werd er een partijblad uitgegeven onder de naam KVV, van 1928 tot 1933 onder de naam Roeland.  Het werd gedrukt door uitgeverij Kiliaan van Oscar Dangez en Sylvaan Van Horenbeeck. Het blad nam - na de benoeming van Adolf Hitler tot rijkskanselier in januari 1933 - openlijk nationaalsocialistische en antisemitische standpunten in, daarnaast werd vaak naar de middenstand gerefereerd. Daarbij nam het blad het niet steeds al te nauw met de werkelijkheid. Een typerende zinsnede uit het blad toont dit aan: "De 20.000 en meer joden die in Antwerpen onlangs zijn aangekomen, zullen weeral eens het brood uit de mond stelen van onzer eigen handelaars en neringdoeners." Na de ontbinden van de KVV als partij kregen de lezers een gratis abonnement op Het Vlaamsche Volk van Raf Verhulst.

## Bekende ex-leden
| - Oscar Dangez - René Lagrou | - Edgar Lehembre - Pieter Mares | - Edgard Muylle - Berten Pil | - Leo Scheere - Sylvaan Van Horenbeeck | - Andries Van Rompaey - Antoon Wolfs | - August De Wilde |